# 徐谊
徐谊（1144年—1208年），字子宜，一字宏父，溫州平阳縣（今浙江省溫州市平阳縣）人。
乾道八年（1172年）进士，授池州教授。和陆九渊、杨简交游。淳熙八年（1181），为枢密院编修官。十六年（1189年），知徽州。绍熙元年（1190），提举浙西常平茶盐。三年，擔任吏部员外郎。五年，兼知临安府。參與趙汝愚、趙彥逾、韓侂冑、葉適、郭杲、太皇太后等不滿光宗與皇后，發動政變，迫光宗禪位予其子宋寧宗，史稱紹熙內禪。
韓侂冑得勢後，徐忤之，谪惠州团练副使、南安军安置，前后坐废十年。嘉泰二年（1202年），起知江州。开禧三年（1207年），韓侂胄伏誅，知建康府兼江淮制置使。嘉定元年（1208年），改知隆兴府，卒於任上，得年六十五歲。諡忠文。全祖望稱其为“平阳学统”后殿。

## 延伸阅读
[在维基数据编辑]
 《宋史/卷397》，出自脱脱《宋史》